# Drosophila diamphidia
Drosophila diamphidia är en tvåvingeart som först beskrevs av Elmo Hardy 1965.  Drosophila diamphidia ingår i släktet Drosophila och familjen daggflugor.
Artens utbredningsområde är Hawaii.